# Knipowitschia mermere
Knipowitschia mermere — вид риби з родини Gobiidae. Є ендеміком вод Туреччини. Мешкає в прісноводних озерах. Перебуває на межі зникнення. 